# Алиева, Фазу Гамзатовна
Фазу Гамзатовна Али́ева (5 декабря 1932, с. Геничутль, Хунзахский район, Дагестанская АССР — 1 января 2016, Махачкала, Дагестан) — советская и российская аварская поэтесса, народная поэтесса Дагестанской АССР (1969), прозаик и публицист. Внесла существенный вклад в развитие дагестанской и российской литературы. Помимо этого занималась правозащитной деятельностью.
Награждена двумя орденами «Знак Почёта» и двумя орденами Дружбы народов, орденом Святого апостола Андрея Первозванного (2002); удостоена золотой медали Советского фонда мира, медали «Борцу за мир» Советского комитета защиты мира и Юбилейной медали Всемирного Совета мира, а также почётных наград ряда зарубежных стран.

## Биография
Начала сочинять стихи в раннем возрасте, и уже в школьные годы её считали настоящим поэтом. Фазу писала на аварском и русском языках. Стихи семнадцатилетней Фазу впервые были опубликованы в газете «Большевик гор» в 1949 году, позже — в газете «Комсомолец Дагестана» и журнале на аварском языке «Дружба». Критиков тогда уже поразила начинающая поэтесса и писательница своей яркостью и неординарным талантом. Фазу Алиева искренне считала, что поэзия очищает человека, делает его светлее, добрее и возвышеннее.
В 1954—1955 годах Фазу Алиева училась в Дагестанском женском педагогическом институте.
В 1961 году окончила Литературный институт имени А. М. Горького.
Состояла в Союзе писателей СССР. Академик Национальной академии наук Дагестана.
Ей принадлежит фраза-призыв: «В жизни бывает всякое — люди могут не любить друг друга, ссориться. Но я прошу вас — никогда не стреляйте друг в друга. Ничто на свете не может этого оправдать».

## Деятельность
Являлась автором более 102 поэтических и прозаических книг, переведенных на 68 языков мира, в том числе поэтических сборников «Родное село», «Закон гор», «Глаза добра», «Весенний ветер» (1962), «Радугу раздаю» (1963), «Мгновенье» (1967), поэм «На берегу моря» (1961), «В сердце каждого ‒ Ильич» (1965), романа «Судьба» (1964), поэмы «Тавакал, или Отчего седеют мужчины», романов «Родовой герб», «Восьмой понедельник» о жизни современного Дагестана. Стихи А. переведены на русский язык — сборники «Голубая дорога» (1959), «Резьба на камне» (1966), «Восемнадцатая весна» (1968).
В 1950—1954 годах работала учительницей в школе.
С 1962 года редактор Дагестанского издательства учебно-педагогической литературы.
С 1971 года — главный редактор журнала «Женщина Дагестана».
В течение 15 лет была заместителем председателя Верховного Совета Дагестана.
С 1971 года — председатель Дагестанского комитета защиты мира и отделения Советского фонда Мира Дагестана, член Всемирного совета Мира.
Фазу была и поэтом-песенником, песни на её стихи становились популярными: в 1980 в финал фестиваля «Песня года» вышла песня на стихи Фазу Алиевой «Придумай такое мне имя», которую исполнила Эдита Пьеха.
Член Общественной палаты России (до 2006 года).
Похоронена на Городском кладбище в Махачкале.

## Оценка творчества
Заведующий рукописным фондом института языка и литературы Мариза Магомедова о творческом вкладе Фазу Алиевой сказала так:
«Поистине всю свою жизнь она посвятила восхвалению чести, достоинства человека, Родины. Главные темы её творчества — тема войны и мира, трудового и ратного подвига. Девочка из маленького селения Гиничутль покорила мир, рассказывая о своей любови к родной земле, к людям, к миру».
Фазу Алиевой были присуждены премии журналов «Советская женщина», «Огонёк», «Крестьянка», «Работница», «Знамя». Также премии Республики Дагестан в области литературы за книгу стихов «Вечный огонь».
Её книга «Комок земли ветер не унесёт» удостоена премии им. Н. Островского.
В Махачкале в сквере Дружбы открыт памятник Фазу Алиевой.

### Переводы на иностранные языки
Книги Фазу Алиевой были опубликован на суахили, тамильском, кхмерском, хинди, английском, немецком, шведском, чешском, французском, испанском, польском, японском и других.

### Пьесы
- «Хочбар» — пьеса, написанная в соавторстве с М. Магомедовым.

## Награды
- Орден Святого апостола Андрея Первозванного (11 декабря 2002 года) — за выдающийся вклад в развитие отечественной литературы и высокую гражданскую позицию[16]
- Орден «За заслуги перед Отечеством» III степени (16 июля 2015 года) — за заслуги в развитии отечественной культуры и искусства, средств массовой информации и многолетнюю плодотворную деятельность[17]
- Орден «За заслуги перед Отечеством» IV степени (16 ноября 1998 года) — за заслуги в области культуры и печати, многолетнюю плодотворную работу[18]
- Орден Дружбы народов (21 июня 1994 года) — за заслуги в развитии национальной литературы и активную общественную деятельность[19]
- Орден Дружбы народов (10 января 1983 года) — за заслуги в развитии советской литературы[20]
- Два ордена «Знак Почёта» (в том числе 4 мая 1960 года)
- золотая медаль Советского фонда мира
- медаль «Борцу за мир» Советского комитета защиты мира
- юбилейная медаль Всемирного Совета мира
- Народный поэт Дагестанской АССР (1969)
- В 2007 году Фазу Алиевой присуждена Государственная премия Республики Дагестан в области литературы за книгу стихов «Вечный огонь».
- В 2009 году Президент РД Муху Алиев вручил Ф. Алиевой орден «За заслуги перед Республикой Дагестан» № 1.
- Почётная грамота Республики Дагестан (4 марта 2015 года) — за заслуги перед республикой и многолетнюю плодотворную работу[21]
- Премия Союза журналистов России «Золотое перо России» (2004)[22]

## Память

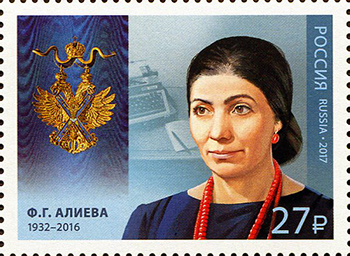
Почтовая марка России, 2017 год

- 11 декабря 2017 года в сквере Дружбы в Махачкале открыли памятник Фазу Алиевой[23].
- 29 августа 2017 года полиграфическая компания «Марка» выпустила почтовую марку с изображением Фазу Алиевой. Почтовая марка номиналом в 27 рублей и тиражом 231 тыс. экземпляров была выпущена в рамках серии «Кавалеры ордена Святого апостола Андрея Первозванного»[24].